# Silverton (Colorado)
Pour les articles homonymes, voir Silverton.
Silverton est une ville du comté de San Juan,dans l'état du Colorado aux États-Unis.
C’est le centre administratif (« county seat ») du comté.

## Géographie
Silverton est situé à 20 km au sud-est de Telluride la plus grande ville des environs et entouré par Ophir, Rico et Lake City. La municipalité s'étend sur 0,85 milles carrés (2,2 km2).
Silverton est reliée à Durango (Colorado) par le fameux train : Durango and Silverton Narrow Gauge Railroad.

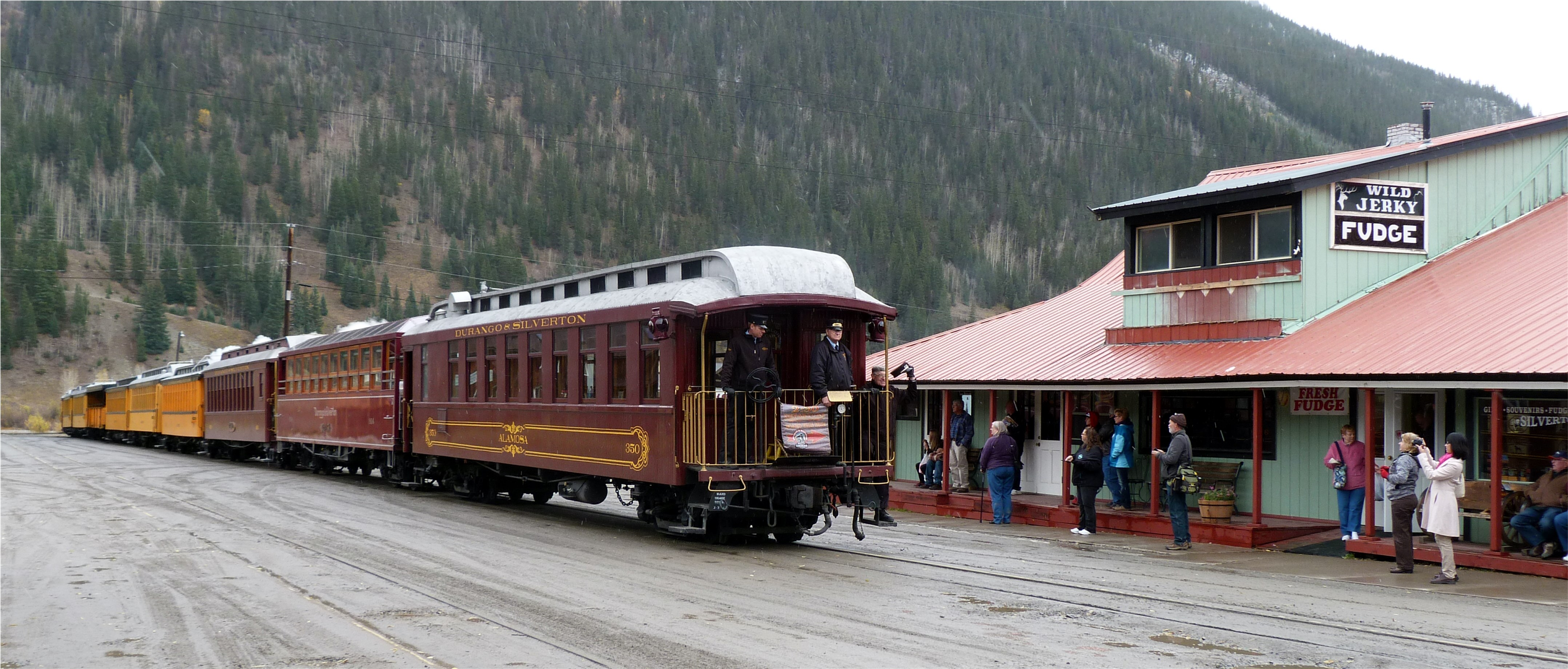
Rame de wagons en gare de Silverton

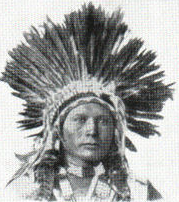
Ute American Indian

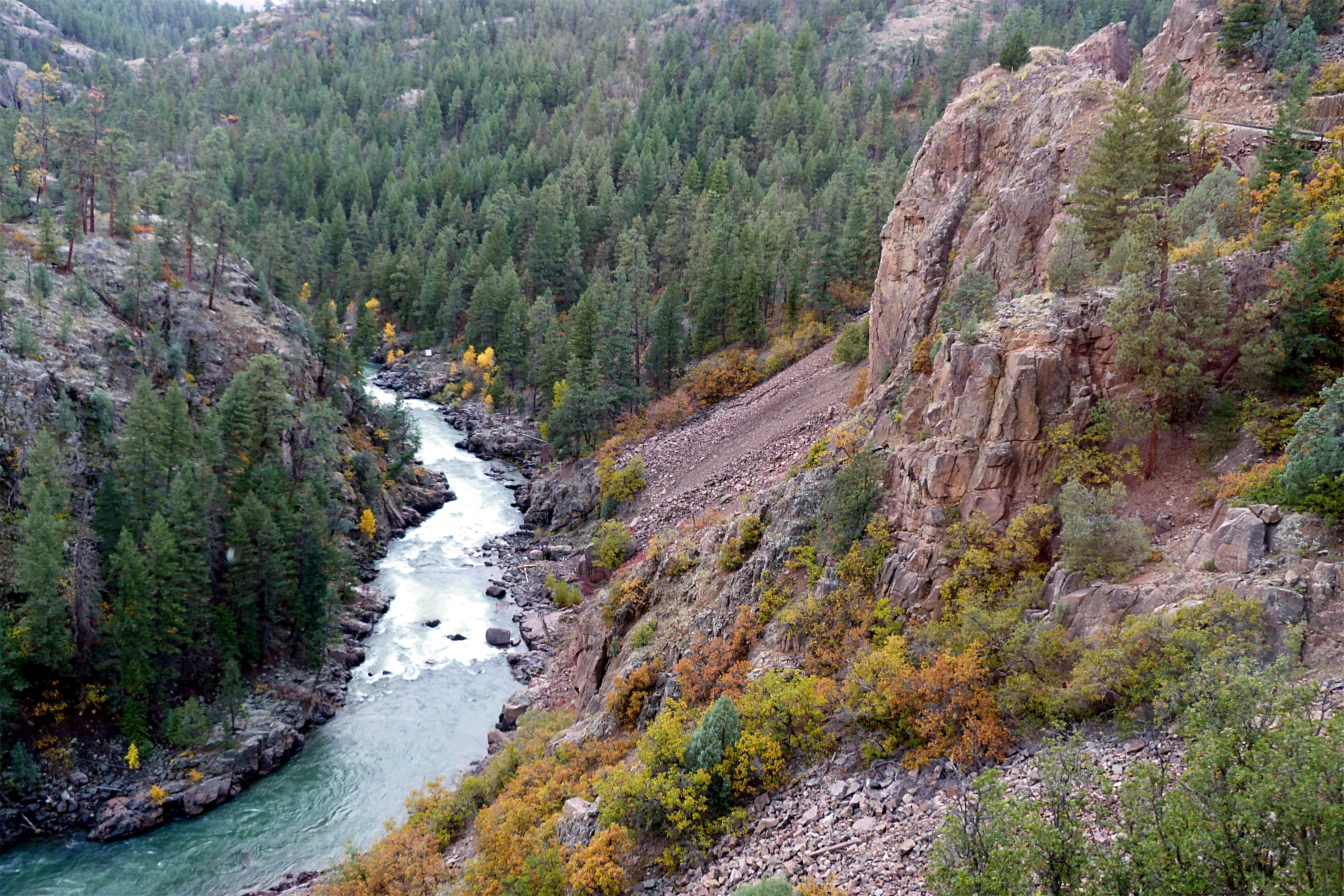
La rivière Animas entre Durango et Silverton

## Histoire
En 1860, Charles Baker, avec le soutien financier de son employeur SB Kellogg et une quinzaine de prospecteurs, entrent dans les montagnes de San Juan, territoire indien hostile Utes. Déjà impliqué dans la première ruée vers l'or du Colorado à Cherry Creek, il compte bien y découvrir la richesse. Dans une zone qui sera appelé plus tard « Parc du boulanger », il trouve rapidement, avec l’aide de ses compagnons, des gisements d'or et d'argent le long de la rivière Animas. Les prospecteurs quittent cette région hostile à la fin de l’été devant, les rigueurs de l'hiver et l’imminence de la guerre de Sécession, et ne reviennent qu’au début des années 1870. Durant cette époque, ce sont près de 1 000 aventuriers qui déferlent dans le haut pays. Malgré la protestation des Utes, ils ne purent arrêter la vague inexorable de mineurs et de colons arrivant sur Stony Pass (en).
Silverton doit son nom aux mines d'argent (silver en anglais) de la région. Vers 1874, la ville devient le centre de nombreux camps miniers et attire l’attention d’une compagnie ferroviaire de Denver. Le premier train exploité par la « Denver & Rio Grande Railroad» roule entre Silverton et Durango en juillet 1882. L’année suivante, la ville compte une population de 2 000 personnes, 400 immeubles dont 29 saloons, plusieurs hôtels et une zone de lumière rouge « Notorious Blair Street ».
Pour enrayer ce déluge de débauche, les hommes emmènent leurs femmes et leurs familles vivre dans Silverton, constituant ainsi une incitation à garder une partie de la ville respectable. Ainsi, une ligne imaginaire « Greene Street » se crée et divise la ville, entre les résidents respectueux des lois et de la morale et les joueurs et prostituées fréquentant saloons et maisons de plaisir.
En mai 1883, des actes d’accusation sont assignés envers les « femmes impudiques » de Notorious Blair Street et des amendes sont infligées …et payées. N’ayant pas de migration de la prostitution vers les quartiers les plus respectables de la ville, un comportement laxiste s’installe et finalement les fonds récoltés sont utilisés au profit de la communauté grandissante.
En 1990, en raison du ralentissement du marché, les concessions minières ferment. Cependant, il reste encore de l'or et de l'argent dans ces montagnes et la rumeur veut que l'exploitation du sous-sol sera un jour de retour …

## Démographie
Selon le recensement de 2010, Silverton compte 637 habitants.
Source : Bureau du recensement des États-Unis
Au recensement de 2000, il y a 531 habitants, 255 foyers et 149 familles résidant dans la ville. La densité de population est de 253,1h/km². 
 La ville est composée de 97,36 % de « blancs », 0,75 % de « natives », 0,38 % originaires des îles du Pacifique et 0,75 % d’autres origines. Les hispaniques ou latinos constituent 7,72 % de la population.
Il y a 255 foyers dont 24,7 % ont des enfants de moins de 18 ans, 43,5 % sont des couples mariés, 9,4 % sont des familles monoparentales et 41,2 % autres. 36,9 % des foyers sont constitués de personnes seules et 4,7 % d’entre elles sont des personnes âgées de 65 ans et plus, vivant seules. Un foyer est constitué en moyenne de 2,06 personnes, une famille de 2,63.
Dans la ville, la population se répartit ainsi :
- 20,7 % de moins de 18 ans
- 4 % de 18 à 24 ans
- 28,4 % de 25 à 44 ans
- 39,9 % de 45 à 64 ans
- 7 % de plus de 65 ans

L’âge moyen est de 44 ans.

Pour 100 femmes, il y a 108,2 hommes.

Pour 100 femmes de 18 ans et plus, il y a 110,5 hommes.
Le revenu moyen pour un foyer dans la ville est de 30 486 $ et celui d’une famille de 39 375 $. Les hommes ont un revenu moyen de 30 588 $ alors que celui des femmes est de 19 886 $. Le revenu par tête est de 16 839 $. A peu près 14 % des familles et 21,6 % de la population sont sous le seuil de pauvreté, ceci incluant 29,4 % des moins de 18 ans et 7,1 % des plus de 65 ans.
| 1900  | 1910  | 1920  | 1930  | 1940  | 1950  |
| ----- | ----- | ----- | ----- | ----- | ----- |
| 1 360 | 2 153 | 1 150 | 1 301 | 1 127 | 1 375 |

| 1960 | 1970 | 1980 | 1990 | 2000 | 2010 |
| ---- | ---- | ---- | ---- | ---- | ---- |
| 822  | 797  | 794  | 716  | 531  | 637  |

## Cinéma
Cette ville a servi de lieu de tournage pour le film Black Storm qu'a réalisé Steven Quale.

## Liens